# (541055) 2018 CH6
(541055) 2018 CH6 es un asteroide perteneciente al cinturón de asteroides descubierto el 11 de febrero de 2002 por el equipo del Lincoln Near-Earth Asteroid Research desde el Laboratorio Lincoln, Socorro, Nuevo México, Estados Unidos.

## Designación y nombre
Designado provisionalmente como 2018 CH6.

## Características orbitales
2018 CH6 está situado a una distancia media del Sol de 2,539 ua, pudiendo alejarse hasta 3,173 ua y acercarse hasta 1,905 ua. Su excentricidad es 0,249 y la inclinación orbital 3,551 grados. Emplea 1478,23 días en completar una órbita alrededor del Sol.

## Características físicas
La magnitud absoluta de 2018 CH6 es 16,6. 